# Керченская улица (Киев)
Ке́рченская у́лица (укр. Керченьска вулиця) — улица в Соломенском районе г. Киева, местность Чоколовка. Пролегает от Донецкой улицы до конца застройки около площади Космонавтов. Пересекается с улицами Сергея Берегового и Очаковской — к Керченской улице примыкает парк, расположенный в треугольнике, образованном этими тремя улицами. Асфальтовое покрытие, двустороннее движение. Застройка 3-5-этажки 1950-х годов. На этой улице расположен также Пенсионный фонд Соломенского района.

## История
Улица появилась в 1950-х годах под названием 496-я Новая. Современное название — с 1953 года. Названа в честь города Керчь.